# وی‌ئی گلوبال
وی‌ئی گلوبال (انگلیسی: Ve Global) شرکت فناوری اطلاعات بریتانیایی است، که در سال ۲۰۰۹ تأسیس شد.